# فریمانت (کارولینای شمالی)
فریمانت (به انگلیسی: Fremont) شهری در ایالت کارولینای شمالی کشور ایالات متحده آمریکا است که جمعیت آن در سرشماری سال ۲۰۱۰ میلادی، ۱٬۲۵۵ نفر بوده‌است.